# (6494) 1992 NM
(6494) 1992 NM est un astéroïde de la ceinture principale découvert en 1992.

## Description
(6494) 1992 NM a été découvert le 8 juillet 1992 à Shizuoka au Japon par Satoru Ōtomo.

### Caractéristiques orbitales
L'orbite de cet astéroïde est caractérisée par un demi-grand axe de 2,24 UA, un périhélie de 2,00 UA, une excentricité de 0,11 et une inclinaison de 3,83° par rapport à l'écliptique. Du fait de ces caractéristiques, à savoir un demi-grand axe compris entre 2 et 3,2 UA et un périhélie supérieur à 1,666 UA, il est classé, selon la JPL Small-Body Database, comme objet de la ceinture principale.

### Caractéristiques physiques
(6494) 1992 NM a une magnitude absolue (H) de 13,7 et un albédo estimé à 0,212.